# کورکیانو
کورکیانو (به ایتالیایی: Corchiano) یک کومونه در ایتالیا است که در استان ویتربو واقع شده‌است.

## خصوصیات
کورکیانو ۳۲٫۹۰ کیلومترمربع مساحت و ۳٬۷۴۲ نفر جمعیت دارد و ۱۹۶ متر بالاتر از سطح دریا واقع شده‌است.